# Археолошка проспекција (топоними и топографија)
Археолошка проспекција обухвата преглед терена и бележење свих података који указују на места где се могу очекивати могућа налазишта. Називи места (топоними) могу указати на могућност постојања одређених остатака материјалне културе у том подручју.
Топоним (од грч. топос-место) је властито име насељеног места (насеља, села, града) и физичко-географских објеката (планина, река, мора и др), а ономастичка дисциплина која проучава имена места односно топонима је топономастика.
Топографија (од грчких речи топо - место и графеи – цртањем бележити) је у ширем смислу опис земљишта, а у ужем је део геодезије који се бави детаљним изучавањем копненог дела Земљине површине у геометриском и садржајном погледу и њеним представљањем на плановима и картама крупнијег размера.

## Топографска карта
Основни задатак топографије је израда карте одређеног земљишта.
Топографска карта је основно средство за оријентацију. У новије време користи се више различитих уређаја и система за оријентацију помоћу којих се може постићи врло висока тачност.
Први планови карте Земљине површине рађени су још у најранијим временијм антике.
Пре око 1500 пре наше ере пронађен је цртеж на папирусу који показује план рудника злата у Египту и глинена плочица са уцртаним планом града Нипур у Месопотамији.
Величину Земље први је покушао да одреди познати геодета Ератостен из Александрије (276 – 195 год. п. н. е.) тако што је за време летње дугодневнице измерио угао који у Александрији Сунце чини са вертикалом. У исто време у Асуану, у јужном Египту, Сунце тачно је у вертикали. Дужину Асуан – Александрија проценио је на 5000 стадија, а измерени угао је износио 1/50 пуног круга, из чега је израчунао да Земљин обим износи 250 000 стадија.
Земља је као планета сунчевог система обло тело, па је при приказивању њене површи на плану или карти постављају проблем каквог је облика и величине Земља као и како ће се њена површа приказати на равни карте.
Сваки корисник карте мора знати решење ова два проблема како би могао потпуно и ефикасно да схвати и искористи све могућности које карта пружа.

## Топоним — пљевља
Почетком овог века А. Пејатовић (П. Мркоњић) забележио је два народна тумачења имена. По једном Пљевље је основао Осман паша из Плевне из Бугарске, па је слично по имену Плевне ово место прозвао Пљевље.
По другом тумачењу на месту данашњег места биле су пљеваре - пљевара манастира Свете Тројце, по чему је Пљевље добило име.
Мркоњић-Пејатовић описујући помоћне зграде у сеоским домаћинствима средњег Полимља и Потарја наводи уз назив пљевара за малу, од прућа оплетену колибу где се оставља плева и синоним пљевље.
Прибој на Лиму, који се помиње од друге половине пљевље XV века, носи име које у говору овог подучија означава ограду сличну тору, у који се затварају говеда.
Претпоставка је и да је старији назив за Пљевља, до XV века, био Брезница, на коју је дошао је први Константин Јиричек, идентификоваши место Брезница из једног дубровачког писма прве половине XV века са Пљевљима, за чије је данашње име располагао само једном путописном потврдом с краја истог века.
Два су помена где би се Брезница могла схватити као насељено место: један из 1430, на који се позива Јиричек у инструкцији дубровачким посланицима Амурату II, где се Брезница помиње упоредо са Пријепољем: in Bresnize over a Pripoglie
У другом, у истој серији и књизи Дубровачког архива, где су најранији подаци о Пљевљамаје за Радисава Радичевића назначено да је de Briesnize.
Историјат имена реке, десне притоке Дрине у горњем току Ћехотина (Ћеотина, Ћотина) не противи се таквој претпоставци. Оно се најраније помиње у два записа из 1598, који манастир Дубочицу лоцирају „вђ подкрилие планини Корена, на рђцђ Оехотине“: реч је о горњем, изворишном дели Ћехотине, узводно од Пљеваљског поља, у којем она мења основни смер тока са севера на запад, тако да је одатле и од ушћа некад заиста могло бити сматрана другом реком.
Занимљиво је да се, по топографској карти, изворишни део Ћехотине зове Тјешен, јер се у том хидрониму крије опет један антропоним од основе Тђх, па би се име Тђхота могло сматрати хипокористиком од Тђшен или Утђшен (оба имена су иведена од исте личности).
Како су епоним река и села свакако били старосрпска властела, стиче се утисак да су имена са Тђх- била име неке породице која је у владала тим крајевима.
Словенска етимологија овог топонима је могућа, али се не намеће нити искључује друге могућности тумачења, па ни његово супстратно порекло.
Могућност супстратног порекла за топоним Пљевља јесте веза са именом места (или реке) у античкој Далмацији Pleva, потврђеним у Itinerarium Antonini 269,5 (позни III век) и кроз назив Pelv(ensium) на натпису из Шарића код Јајца, очуваним у словенском облику

## Топоним — град
Град – подразумева постојање утврђења и административну примарну функцију.
Трг – првобитно свако место на коме се обавља трговина, затим део насеља, па коначно тип градског насеља у коме трговина представља примарну функцију.
Варош - највероватније од мађарског: вар, израз који се појљављује тек у XV веку и чије су паралеле suburbium и подградине.
Институционална шароликост је једна од најважнијих одлика градских насеља у средњовековним земљама. Она се у неколико одражава и у треминологији означавања насеља.
Развитак градова, много раније од појаве поменуте типологије, већ је био кренуо различитим правцима. Гашењем богатог урбаног живота касне антике на Балкану исчезле су и претпоставке за јединственост тог развитка. У источним областима полуострва дошло је до релативно брзог оживљавања старих центара, углавном после византијске преокупације из 1018. Године, при чему се они јављају у новом руху и често под новим именом: Сингидунум(Београд), Виминацијум (Браничево), Наисус (Ниш) и сл.
На западу, почев од западне Србије, тај процес није наступио, тако да видљиве разлике у градском животу двају делова унутрашњости Балкана опадају до средине XIV века. Уједначавање прилика у градовима доноси појава Caca као и ширење дубровачке трговине у унутрашњости.
Саси - рудари постепено су проширили своју делатност на равно 30 градова. То је постигнуто знатним укључивањем домаћих људи у одговарајуће пословање. Израз Сас губи етнички смисао и означава људе са аутономним статусом, добијеним на основама пословања. Трговци из приморја првенствено су Дубровчани, од којих се многи стално настањују у унутрашњости, где уживају одређена аутономна права која штите пословање. Због ове заштите долази чак и до образовања мешовитих судова. Рударска и трговачка аутономност доноси одређену уједначеност, али само у сопственим, одвојеним доменима. Постојање различитих правних система и аутономија онемогућава стварање градске самоуправе јединственог типа за целу земљу. Овој слици треба додати велики број малих градова који нису повезани са рударством, а вероватно у знатној мери ни са трговином, чије је уздизање видљиво у XIV и XV веку, иза које је тешко рећи како изгледа њихово функционисање.
У великом таласу освајања српска држава је обухватила знатан број византијских утврђених градова, са аристократским породицама као водећим слојем, градова који су остали неасимиловани, али и без аутономног статуса. У таквим околностима, приморским и рударским градовима управљају владарев делегат (кнез) и локални самоуправни орган (често се помињу 12 пургара). У приморским градовима развија се патрицијат и појављују градски статути (XIII/XIV век), појаве којих нема у рударским градовима окруженим подручјима са важећим правом српске државе. Ново освојеним византијским градовима управљају кефалије или кнежеви.
Градска управа је свуда била прилично једноставна, без неког значајнијег чиновничког апарата. Већину послова обављали су тзв. цариници, тј закупци градских прихода, што није погодовало развитку локалне управе. Потврђено је постојање градских печата, али не и градске куће као административног центра. У последњим деценијама пред пад државе у неким градовима (нпр. Ново Брдо) отварају се могућности да постану и културна жаришта.

## Топоним — градац
Градац је место са остацима утврђења.
Према топографским одликама и са лингвистичког становишта то је синоним за градиште или градина. Као топоним на подручју Србије јавља се релативно често и готово по правилу означава локалитете са остацима античких или рановизантијских тврђава (Велики Градац код Доњег Милановца - античка Taliata, Градац у Калишту код Пожаревца и сл.) а само изузетно средњовековних, чије је име заборављено.
У појединим случајевима овај топоним прелази и на ближу околину. Такав случај је са селом Градац и истоименим манастиром из XII века, који су добили име према остацима рановизантијске тврђавице на локалитету сада означеним топонимом Петров крш. У околини Ваљева са остатака касно античког утврђења овај топоним је прешао на оближњу речцу, а таквих примера има још.

## Топоним — градина
Градина је доминантан, теже приступачан вис, заравњена на врху, са траговима утврђеног насеља или тврђаве.
У појединим случајевима то је само топографска ознака за положај који својим обликом подсећа на остатке порушеног утврђења. Топоним је релативно чест у брдско –планинским подручјима централног и западног Балкана, где је до сада евидентирано преко 2000 градина. Најчешће су у питању пеисториски локалитети, а потом налазишта са остацима касно античких фортификација. Средњовековни локалитети под тим називом знатоно су ређи и то обично они са слабије очувним системом фортфокација, који готово по правилу припадају старијим епохама средњег века.
У археолошкој науци овим термином означава се одређени тип преисториских насеобина са траговима земљано-палисадних, односно камених, сухозидних фортификација или природно заштићених одликама рељефа. Њихова основна одлика је доминација околином и постојање услова за лако организонање одбране.
У хронолошком погледу градине су типичне за метално доба преисторије. Најстарије потичу из енеолита, односно раздобља насељавања Индоевропљана на овим подручјима. Раст или опадање броја градинских насеља у појединим епохама у корелацији је са временима несигурности и мирним раздобљима.
Најчешћи облици су:
- градине на платоу издвојеног брега са једноструким или вишеструким бедемом односно сухозидом
- градине на крају рељефне греде издвојене бедемом а у појединим случајевима и ровом
- градине на површи уз руб стрмих стена, брањене са приступачне стране полукружним земљано-палисадним сухоздним бедемом.

## Топоним — градиште
Градиште су остаци утврђене насеобине или тврђаве, најчешће на доминантном, природно брањеном вису. Лингвистички и према топографским одликама и то је синоним за градина, као црквина – црквиште, манастир - манастириште и сл. Али се јавља и као ознака за археолошке локалитете у равним пределима.
За разлику од градине, градиште је чешће у областима источног Балкана, односно на подручју Македоније, Бугарске и Румуније. Код нас се јавља релативно ређе (Велико Градиште - антички Pincum, Градишта код Пирота и у околини Власинског језера).
У археолошкој науци термином градиште означава се врста ранословенског утврђеног насеља, карактеристична за подручја ниских брегова или низиске мочварне пределе. Уобичајена су појава на подручјима која су насељавали Словени (Русија, Чешка са Моравском, Пољска и источне области Немачке).
Најбоље сведочанство о изгледу рано словенског градишта забележио је, у другој половини X века, јеврејски путописац Ибрахим ибн Јакуб:
Тако Словени граде највећи део својих градишта: потраже ниске лугове богате водом и рогозом и назначе тамо округло или четвртасто место, прематоме какав облик желе дати тврђави а ипрема пространству места. Око тога места ископају јарак, а од избачене земље наслажу бедем тако да је дасклама и трупцима утврде и набију док зид недостигне одређену висину. Затим се на страни где им се чини најподесније одмере врата којима се прилази по дрвеном мосту.
Поред оваквог равничарског типа окруженим воденим ровом постојала су градишта, слично грађена, и на бреговима изнад река. Уз основно брањено језгро код већих насеобина гређено је више одбрамбених линија са земљаним бедемима и палисадама, а постојале су и унутрашње просторне поделе.

## Топоним — селиште
Селиште је земљиште са кућом и окућницом, насеље, заселак, село, али најчешће напуштено насеље. Франц Миклошић наводи четири значења селишта: tentorium, habitatio, aula и htopos. Ђуро Даничић је поистоветио село и селиште, a Стојан Новаковић је сматрао да је селиште означавало и насеље и напуштено насеље. Под старијим значењем села и селишта Ватрослав Јагић је подразумевао насеље једне породице.
Према одредби Бањске хрисовуље, селиште је означавало део имања, а село цело имање:
А сирота која има мала сина да си држи све село догде јој син порасте ;ако ли не има сина да си држи селиште и врт и најбољу главну њиву си.
Селишта су називна по имену господара или корисника, на пр: Манотино селиште, Маријино селиште, Трхаљево селиште. Цар Урош је манастиру Хиландар потврдио селиште на Струми, баштину Патрићеву.
Селиштем се називало земљиште предвиђено за атар будућег села. Епископу Призренске митрополије, краљ Стефан Дечански показао је место где ће поставити селиште које ће да има као и остала села црквена.
Доментијан пише о селишту у преносном смислу. Оно означава манастир, односно место становања- велико божије обитаније и селиште.
Постоји извесна разлика изнеђу, пустихселишта и селишта. Пуста селишта никада се не помињу са виноградима и воденицама, које су резултат људског рада. Оне су неспоран показатељ недавно напуштених насеља, односно недавног присуства становника и живота насеља.
Слично селиштима, и места са наставком-иште означавала су напуштена насеља. То су трговишта, градишта, црквишта и кућишта као бивша насеља и пребивалишта, затим катуништа као бивша или привремена пребивалишта влаха сточара.

## Топоним — црквиште
Црквина и црквиште означавају топоним на коме постоје, или не постоје видљиви остаци сакралног објекта.
У српском језику распрострањена је употреба суфикса -ина за ознаку нечег пропалог, срушеног или исчезлог (градина, кулина). А још у средњем веку места са наставком -иште означавала су напуштена насеља (селиште, трговиште, градиште, катуниште) и објекте (кућиште, црквиште).
Трагова латинског хришћанства има и у Полимљу, па и полимском крају. О томе сведочи и латински натпис из црквице у Дренови код Пријепоља, као доказ о почетку христијанизације Срба из романских, далматинских градова. Већ је у науци примећено, нарочито у приморју, присуство топонима насталих сажимањем придева sanctus и имена светитеља. У Полимљу је такав топоним село Сутиван(Sanctus Elias) близу Бијелог Поља.
Како су показала археолошка истраживања, велики број средњовековних цркава подигнут је на темељима старих базилика. Добар пример за ово је црква Светог Илије у селу Грево код Пљеваља, где налази новца покривају период од Ираклија до Манојла Комина. Црква је обновљена на почетку немањићког периода. У зидове су уграђени антички споменици, па и један Јупитеров жртвеник. Ови материјални остаци и назив цркве сведоче о континуитету овог култног места од предсловенских времена. Предуслов је дуго претрајавање староседелачког становништва са латинским хришћанским традицијама у средини словенских дошљака.
Илијино брдо је свој назив добило по Светом Илији, као хришћанској интерпретацији Перуна.